# Statuengruppe des Imhotep und der Anchhathor
Die Statuengruppe des Imhotep und der Anchhathor aus dem Alten Reich, Mitte der 5. Dynastie, um 2400 v. Chr. gehört neben zahlreichen anderen Statuengruppen aus dem Alten Reich zur ägyptischen Sammlung des Roemer- und Pelizaeus-Museum Hildesheim. Der als „Gehilfe der königlichen Lederarbeiter“ betitelte Grabherr war Beauftragter für die Angelegenheiten des Königs und ist zusammen mit seiner Gemahlin dargestellt.

## Fundort
Der Hildesheimer Kaufmann Wilhelm Pelizaeus finanzierte mehrere Grabungen des Ägyptologen Georg Steindorff von der Universität Leipzig in der Nekropole von Gizeh zu Füßen der Pyramide des Königs Cheops. Während der Grabung im Jahr 1903 wurde die Statuengruppe des Imhotep und der Anchhathor von Georg Steindorff und Otto Völz im Serdab (d. h. Statuenkammer) der Ziegelmastaba D215 auf dem dortigen, sogenannten Westfriedhof entdeckt. Im Rahmen der Fundteilung gelangte sie zunächst in die Privatsammlung von Wilhelm Pelizaeus nach Kairo. Im Jahr 1907 übergab er einen Teil dieser Sammlung seiner Heimatstadt Hildesheim, sodass diese seit der Eröffnung des Wilhelm Pelizaeus Museums 1911 von den dortigen Besuchern bewundert werden kann.

## Beschreibung und Erhaltungszustand
Die Statuengruppe ist aus Kalkstein gearbeitet. Sie ist 63 cm hoch, 39 cm breit und 36,5 cm tief. Die Kombination beider Figuren entspricht einem für das Alte Reich gängigen Standard. Imhotep sitzt auf einem kubischen Hocker, der nach vorn etwas abgeschrägt ist. Auch die Basis, auf der sein Sitz steht, ist nach vorn abgeschrägt. Er trägt die für die Zeit des Alten Reiches typische ohrenbedeckende Löckchenperücke. Ein Gürtel hält seinen kurzen, enganliegenden glatten Schurz. Seine linke Hand liegt ausgestreckt auf seinem Oberschenkel und mit der aufgestellten rechten hält er ein kurzes Stoffamulett. Seine Frau Anchhathor steht rechts von ihm und ist proportional wesentlich kleiner als ihr Mann dargestellt. Da Imhotep und Anchhathor trotz unterschiedlicher Körperhaltungen ihre Köpfe in fast gleicher Höhe haben, wirkt die Statuengruppe sehr harmonisch. Anchhathor steht mit geschlossenen Füßen auf einer eigenen nach vorn ebenfalls leicht abfallenden Basis. Ihr nackenhoher Rückenpfeiler ist mit der Rückseite des Sitzes ihres Mannes verbunden. Mit dem linken Arm umfasst sie ihren Mann, wobei ihre Hand auf seiner Schulter ruht. Der Raum unterhalb ihres Armes und zwischen den beiden Oberkörpern ist frei gestaltet, eine seltene Darstellung in dieser Zeit. Bei allen anderen Zwischenräumen sind dagegen Verbindungsstege stehen gelassen und schwarz bemalt worden, was als „leerer Raum“ zu interpretieren war.
Das Kleid der Anchhathor ist enganliegend und reicht bis zur halben Wadenlänge. Der Abschluss des Kleides am Oberkörper ist nicht mehr erkennbar. Offenbar war er nur aufgemalt. Sie trägt eine schulterlange Perücke, die mittig gescheitelt ist. Über der Stirn ist noch der Ansatz ihres eigenen, auch in der Mitte gescheitelten Haares zu sehen. Name und Titel des Imhotep sind auf der Vorderseite des Sitzes und der seiner Frau auf der Sockeloberseite zu lesen. Imhotep war als Beauftragter für die Dinge des Königs, „Gehilfe der königlichen Lederarbeiter“, im Palast beschäftigt. Seine „geliebte Gemahlin“ trägt den einfachsten Rangtitel für eine Frau „Miteret“. In der rechten Hand hält sie ebenfalls ein kurzes Stoffamulett. Diese Darstellung ist für eine Frau dieser Zeit selten. Während Günther Roeder Imhotep noch als Steinmetzen erkannte, geht die Bezeichnung Lederarbeiter auf Hermann Junker zurück.
Die Statuengruppe ist relativ gut erhalten. Es fehlen jedoch kleine Stücke des Oberarms, der Schulter und der linken Perücke des Mannes, die bei der Grabung nicht aufgefunden wurden. Auf seinem Nasenrücken zeigen sich leichte Beschädigungen und vier Finger seiner linken Hand fehlen. Anchhathor weist geringe Beschädigungen an ihrer linken Nasenseite und am Mund auf. Bereits bei der Auffindung der Statuengruppe zeigte sich die Oberfläche des Kalksteins porös. Dies ist vor allem an den Oberkörpern, den Gesichtern und den Perücken erkennbar. Um Sandablagerungen und Salzausblühungen im Kalkstein zu lösen, wurde die Statuengruppe von September 1965 bis Juni 1966 gewässert. Dabei wurden leider auch die Reste der Bemalung ausgewaschen. Risse im Gesicht der Anchhathor und ein tiefes Loch im Schurz von Imhotep wurden anschließend mit Stuckmasse ausgebessert.